# تشارلز برادلي
تشارلز برادلي (بالإنجليزية: Charles Bradley)‏ (15 مايو 1922 بيورك في المملكة المتحدة - 23 يوليو 1984 بيورك في المملكة المتحدة) هو لاعب كرة قدم بريطاني (وحمل سابقاً جنسية المملكة المتحدة لبريطانيا العظمى وأيرلندا) في مركز الهجوم. لعب مع نادي يورك سيتي ونادي سكاربورو وYork Railway Institute A.F.C. ‏.